# Honorius II (motpåve)
Honorius II, född Petrus Cadalus cirka 1010 nära Verona, död 1072 i Parma, var motpåve i Romersk-katolska kyrkan från den 28 oktober 1061 till 31 maj 1064.

## Biografi
När påve Nicolaus II avlidit i juli 1061, samlades flera rivalisernade grupper för att välja ny påve. Kardinalerna träffades under Hildebrands (senare påve Gregorius VII) ordförandeskap, och utsåg Alexander II den 30 september 1061. Alexander hade varit en av ledarna i reformpartiet i sin egenskap av biskop av Lucca.
28 dagar efter valet av Alexander, samlades en grupp tyska och lombardiska biskopar och framstående personer som var motståndare till reformpartiet, i Basel under kejsarinnan Agnes, som agerade regent för sin omyndige son, kejsar Henrik IV, med imperiets kansler Wilbert som mötesordförande. Den 28 oktober 1061 utsåg de biskopen av Parma, Cadalus, vilken antog namnet Honorius II.
Med stöd av kejsarinnan och adeln, tågade Honorius med sina trupper mot Rom våren 1062, för att inta påvestolen med våld. Biskop Benzo av Alba verkade för hans sak i egenskap av kejserlig envoyé, och Cadalus nådde så långt som till Sutri. Den 14 april ägde ett kortvarigt men blodigt slag rum i Rom, där Alexander II:s trupper förlorade. Därigenom fick Honorius II tillträde till påvestolen och dess egendomar.
Hertig Gottfrid av Lorraine anlände den 26 maj 1062, och övertalade de båda rivalerna att överlåta saken till kungens avgörande. Honorius drog sig därför tillbaka till Parma, och Alexander gick tillbaka till sitt stift i Lucca, och förlitade sig på Gottfrids medling med det tyska hovet och den unge, tyske kung Henriks rådgivare.
Samtidigt hade en revolution brutit ut i Tyskland. Ärkebiskop Anno av Köln hade tagit makten, och kejsarinnan Agnes drog sig tillbaka till ett kloster i Fructuaria i Piedmonte. Anno hade därmed den verkställande makten i Tyskland, och han var fientligt inställd till Honorius.
Sedan Anno förklarat sig vara motståndare till Honorius, utsåg den nye regenten vid en synod i Augsburg en envoyé som skulle sändas till Rom för att utreda anklagelserna om simoni som riktats mot Alexander. Envoyéen som utsågs, biskop Burchard II av Halberstadt, Annos brorson, fann inget att anmärka på Alexander eller utnämningen av denne. Alexander erkändes därför som laglig påve, och rivalen Honorius exkommunicerades 1063.
Därmed övergav dock inte Honorius sina anspråk på påvestolen. En motsynod hölls i Parma där han bestred exkommuniceringen. Han samlade en militärstyrka och tågade än en gång mot Rom, där han slog sig ner i Castel Sant'Angelo.
Kriget mellan de rivaliserande påvarna hade pågått i omkring ett år. Slutligen gav Honorius upp, lämnade Rom som en landsflykting, och återvände till Parma.
Vid ett koncilium i Mantua i den 31 maj 1064 tog schismen formellt slut, när Alexander formellt förklarades vara den laglige efterträdaren till aposteln Petrus. Honorius kvarhöll emellertid sina anspråk resten av sitt liv, tills han avled 1072.